# Bergskanin
Bergskanin (Sylvilagus nuttallii) är en däggdjursart som först beskrevs av John Bachman 1837.  Sylvilagus nuttallii ingår i släktet bomullssvanskaniner, och familjen harar och kaniner.

## Utseende
Denna kanin blir med svans 34 till 39 cm lång, svanslängden är 3 till 5,5 cm och vikten varierar mellan 630 och 870 g. Arten har 9 till 11 cm långa bakfötter. Honor är allmänt lite större än hannar. Pälsen har på ovansidan en gråbrun färg och undersidan är täckt av vit päls. På extremiteternas utsida förekommer rödbrun päls och öronen är avrundade. Öronens spetsar är svarta och på insidan förekommer långa hår. Även svansen är uppdelad i en mörk ovansida och en vit undersida. Bergskaninen har svarta och vita morrhår. Tandformeln är I 2/1 C 0/0 P 3/2 M 3/3, alltså 28 tänder.

## Utbredning och habitat
Arten förekommer i bergstrakter i västra och centrala Nordamerika. Den vistas i regioner som ligger 1370 till 3200 meter över havet. Bergskaninen hittas i Kanada och i norra USA i områden som domineras av växter från malörtssläktet (Artemisia). Längre söderut lever den även i olika slags skogar.

## Ekologi
Födan utgörs av gräs, växter från malörtssläktet, enbuskar och av andra växtdelar. Bergskaninen gräver underjordiska bon som kan vara upp till 60 cm djupa. Kanske använder den även bon som skapades av andra djur. Boet fodras med gräs och hår. Individerna är främst aktiva under skymningen och gryningen och de lever främst ensamma. När bergskaninen hotas så skuttar den till närmaste gömställe. När faran fortsätter försöker den förvilla fienden med ojämna rörelser.
Honor kan ha upp till fyra kullar mellan april och juli. Dräktigheten varar 28 till 30 dagar och sedan föds vanligen fyra ungar (sällan upp till 6 eller mycket sällan upp till 8 ungar). Ungarna diar sin mor upp till 28 dagar och de blir könsmogna efter cirka 90 dagar. Några exemplar i fångenskap blev lite äldre än 7 år.

## Status
I södra delen av utbredningsområdet blev arten mera sällsynt på grund av konkurrensen med östlig bomullssvanskanin (Sylvilagus floridanus). För hela beståndet finns inga allvarliga hot. IUCN kategoriserar arten globalt som livskraftig.

## Underarter
Arten delas in i följande underarter:
- S. n. nuttallii
- S. n. grangeri
- S. n. pinetis